# Arnedo Arena
Arnedo Arena es una plaza de toros cubierta que se encuentra en la localidad riojana de Arnedo. Es la nueva plaza de toros de la ciudad, que sustituye al viejo recinto, que databa del año 1903. Esta nueva plaza ha permitido ampliar el aforo hasta casi 6.000 localidades para una ciudad de 14.500 habitantes, una de las medias más altas de España.
Cuenta con una cubierta de madera laminada, con una apertura central de 18 metros que se puede abrir o cerrar a voluntad, lo cual permite organizar eventos en su interior también durante los meses otoñales e invernales, convirtiéndose pues en un recinto deportivo moderno. Además está dotada de un escenario fijo de 100 metros cuadrados que durante los festejos taurinos acogerá a la banda de música y que también se podrá ampliar para otros conciertos de mayor envergadura.
Actualmente es usada para conciertos musicales, corridas de toros y eventos culturales de gran capacidad de aforo, sin embargo, también ha sido escenario de partidos internacionales de fútbol sala.
El recinto se inauguró en febrero de 2010 con un espectáculo de luz y sonido.
La primera corrida de toros se realizó el 20 de marzo de 2010 con la faena de José Tomás, Julio Aparicio y el riojano Diego Urdiales.
El 1 de abril de 2010 la selección española de fútbol sala inauguró deportivamente el recinto con un partido frente a la selección de Japón.
El 4 de septiembre de 2010 tuvo lugar el primer concierto en el recinto a cargo de la banda valenciana Seguridad Social. Este primer concierto fue promovido por las peñas arnedanas Lubumbas, Tao y La Chispa y fue considerado la inauguración musical como espacio capaz de albergar conciertos. Además en el mes de noviembre de 2011 se llevaron a cargo varios concierto como el de Marea (banda) celebrado el 5 de noviembre o la Super Party Arnedo 2011 con Juan Magán el 18 de noviembre.
Esta nueva plaza de toros acogerá el reconocido evento taurino el Zapato de Oro, que se otorga desde 1972 a la faena más artística de la Feria de Novilleros de Arnedo.